# Лассельяс-Понсано
Лассельяс-Понсано (ісп. Lascellas-Ponzano) — муніципалітет в Іспанії, у складі автономної спільноти Арагон, у провінції Уеска. Населення — 151 особа (2009).
Муніципалітет розташований на відстані близько 350 км на північний схід від Мадрида, 28 км на схід від Уески.
На території муніципалітету розташовані такі населені пункти: (дані про населення за 2009 рік)
- Лассельяс: 47 осіб
- Понсано: 107 осіб

## Демографія
Динаміка населення (INE ):

## Галерея зображень

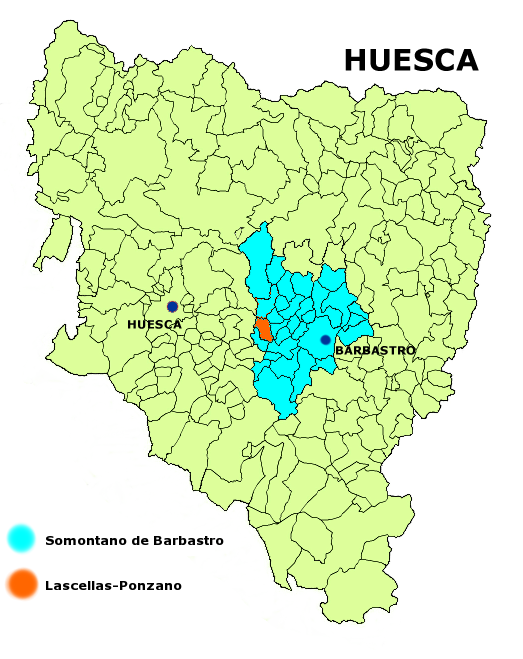
Розташування муніципалітету